# 馬克·馬利亞爾
馬克·馬利亞爾（希伯來語：‎，2000年3月5日—）是以色列殘疾游泳運動員，殘疾級別為S7、SM7、SB6，曾獲得四次世界冠軍並創造四項世界紀錄，2024年代表以色列參加巴黎帕運會獲得100公尺仰式銅牌。

## 簡歷
馬利亞爾出生於以色列海法，出生便患有腦性麻痺，作為水療的一部份，5歲起和他的兄弟一起游泳，他們被發現有游泳天賦，10歲時受邀加入伊蘭體育中心游泳隊受訓，13歲加入以色列國家隊並開始參加全國競賽。
2017年在墨西哥世錦賽上獲得100公尺仰泳銅牌並在100公尺蛙式比賽中獲得第六名；2018年在柏林舉行的歐錦賽上又贏得了400公尺自由式銀牌、100公尺蛙式和100公尺仰式銅牌；2019年2月在溫蓋特研究所舉行的比賽中馬利亞爾在1500公尺項目中刷新了世界紀錄，同年九月又在倫敦世錦賽400公尺自由式S7項目中刷新了世界紀錄並獲得金牌，也贏得了200公尺混合式銀牌。
2021年代表以色列參加東京帕運獲得2金1銅，並創造了200公尺混合式SM7級別及400公尺自由式S7級別兩項世界紀錄。
2024年參加巴黎帕運會獲得100公尺仰式銅牌，並保有400公尺自由式、 200公尺混合式和800公尺及1500公尺自由式等四項世界紀錄。
他的雙胞胎兄弟艾里爾·馬利亞爾也是殘疾游泳運動員。